# Kolti
Kolti (en népalais : कोल्टी) est un comité de développement villageois du Népal situé dans le district de Bajura. Au recensement de 2011, il comptait 7 134 habitants.